# Condado de Northumberland (Novo Brunswick)
O Condado de Northumberland é um dos quinze condados da província canadense de New Brunswick.